# Мхи (Ленинградская область)
Мхи — деревня в Осьминском сельском поселении Лужского района Ленинградской области.

## История
Впервые упоминается в писцовых книгах Шелонской пятины 1498 года, как деревня во Мху в Сумерском погосте Новгородского уезда.
Деревня Мхи обозначена на карте Санкт-Петербургской губернии Ф. Ф. Шуберта 1834 года.

МХИ — деревня принадлежит её величеству, число жителей по ревизии: 33 м. п., 27 ж. п. (1838 год)

Деревня Мхи отмечена на карте профессора С. С. Куторги 1852 года.

МХИ — деревня Гдовского её величества имения, по просёлочной дороге, число дворов — 8, число душ — 29 м. п. (1856 год)

МХИ — деревня удельная при колодце, число дворов — 10, число жителей: 28 м. п., 23 ж. п. (1862 год)

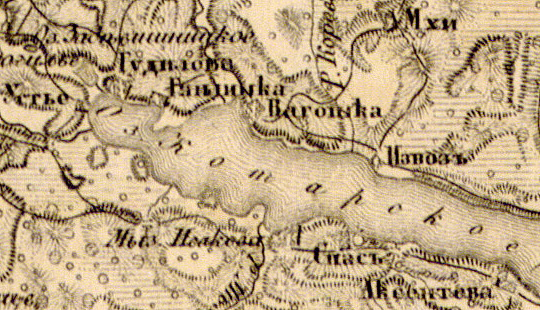
Деревня Мхи на карте 1863 года

В 1866—1867 годах временнообязанные крестьяне деревни выкупили свои земельные наделы у великой княгини Елены Павловны и стали собственниками земли.
В XIX — начале XX века деревня административно относилась к Осьминской волости 2-го земского участка 1-го стана Гдовского уезда Санкт-Петербургской губернии.
По данным «Памятной книжки Санкт-Петербургской губернии» за 1905 год деревня Мхи образовывала Мхинское сельское общество.

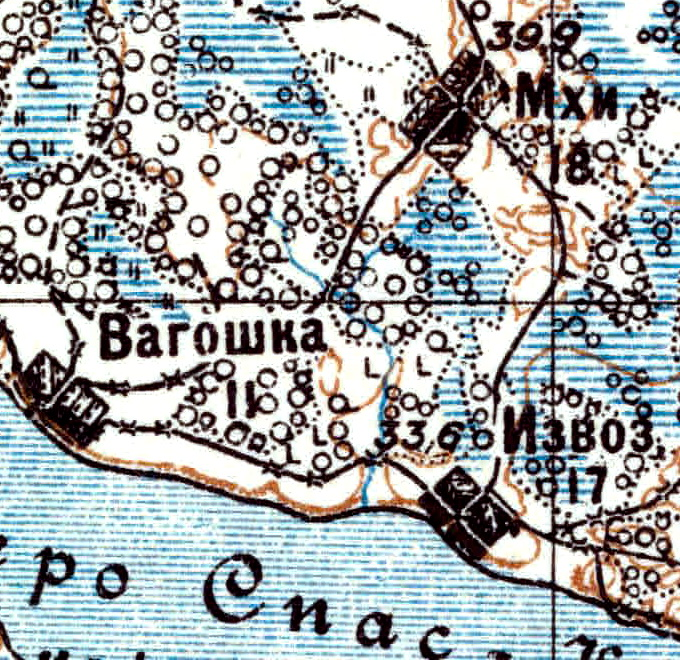
Деревня Мхи карте 1926 года

Согласно топографической карте 1926 года деревня насчитывала 18 крестьянских дворов, в центре деревни находилась часовня.
По данным 1933 года деревня Мхи входила в состав Будиловского сельсовета Осьминского района.
Деревня была освобождена от немецко-фашистских оккупантов 4 февраля 1944 года.
По данным 1966 года деревня Мхи входила в состав Будиловского сельсовета Лужского района.
По данным 1973 и 1990 годов деревня Мхи входила в состав Рельского сельсовета Лужского района.
В 1997 году в деревне Мхи Рельской волости не было постоянного населения, в 2002 году — проживал 1 человек (русский).
В 2007 году в деревне Мхи Осьминского СП, вновь не было постоянного населения.

## География
Деревня расположена в западной части района к востоку от автодороги 41К-020 (Сижно — Осьмино).
Расстояние до административного центра поселения — 35 км.
Расстояние до ближайшей железнодорожной станции Молосковицы — 78 км.
Деревня находится к северу от Спасс-Которского озера.

## Демография
| 1838 | 1862 | 1997 | 2007 | 2010 | 2017 |
| ---- | ---- | ---- | ---- | ---- | ---- |
| 60   | ↘51  | ↘0   | →0   | →0   | →0   |

## Достопримечательности
Деревянная часовня, постройки второй половины XIX века.